# S-マイン
S-マイン（ドイツ語: S-mine, Schrapnellmine：榴散弾地雷、の意）は、第二次世界大戦でドイツ軍が使用していた対人地雷の1つである。
「エス=マイン」は英語読みで、ドイツ語読みでは「エス=ミーネ」ないし「エス=ミイネ」となる。

## 概要

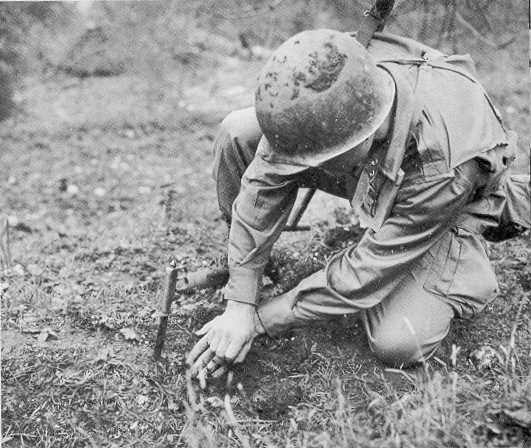
アメリカ空挺部隊兵士がナイフでS-マインを探知し、掘り出しているところ

爆薬により地中から1.2mの高さの空中へ飛び出して炸裂する跳躍地雷（空中炸裂型地雷）の一種で、通常の地雷と違い、地雷を踏んで作動させた者だけではなく、その周囲にいる者にも被害をおよぼすため、敵歩兵に対して大きな脅威となった。通常の対人地雷が足を吹き飛ばす程度で殺害より負傷をさせる兵器であるのに対し、S-マインは殺傷向きの地雷である。
その飛び上がってから爆発する独特の姿は、連合軍兵に「バウンシング・ベティ」（跳ねるベティ）と呼ばれ恐れられた。
第二次世界大戦開戦前から量産されていたSMi35のほか、簡易量産型のSMi44が作られた。後者では鉄球の数が増やされたほか、信管が円筒の中央から端にやや寄せられた形となった。

## 構造
S-マインは直径10cm、高さ13cmの筒型で、鋼製で重さは約4kgほどである。円筒状の外殻の内側に円柱状の弾体が収められており、外殻から放出された弾体が空中で爆発すると、320-350個の鉄球を半径約10mの範囲に高速度で飛散させることによって人間を殺傷する。弾体の上部に点火蝕枝（触角のような信管作動装置の一種で、人や物が触れて動くことによって作動する）を取り付ける。
弾体を爆発させる機構として、SMi35が遅延薬を用いるのに対し、SMi44では弾体と地中に残る外殻との間がワイヤーで結ばれており、弾体が飛び上がってワイヤーが伸びきったところで撃発器を作動させる機構となっている。
Z35信管は点火蝕枝を踏むなどして6.8kgの圧力がかかると作動する方式で、Z44信管ではワイヤーと連動させピンが引き抜かれると作動する張力作動（トリップワイヤー）方式でも使えた。また、電気式で遠隔操作できる信管もあり、これは、後述する近接防御兵器の初期型にも使われた。

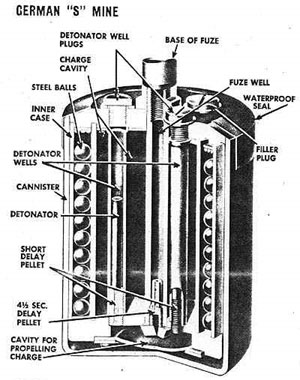
S-マインの内部構造図
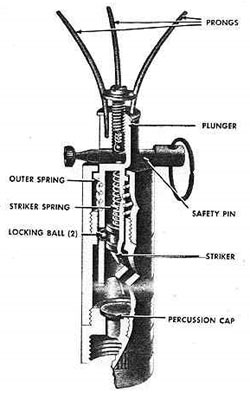
点火蝕枝の内部構造図

## 発展型
S-マインは絶大な威力を発揮したことから、第二次世界大戦後には各国でさまざまな類似品が作られた。
代表的なものとしてはアメリカ軍のM16 APM、イギリス軍のMk.2、イタリア軍のヴァルマラ59およびヴァルマラ69、ソ連軍のOZM-3、ユーゴスラビア連邦軍のPROM-1、イスラエル軍のNO12、陸上自衛隊の63式、ドイツ連邦軍のDM31などがある。

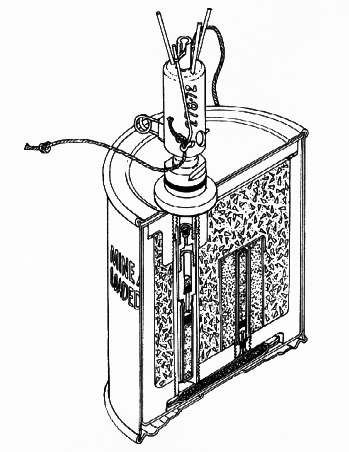
アメリカのM16 APM
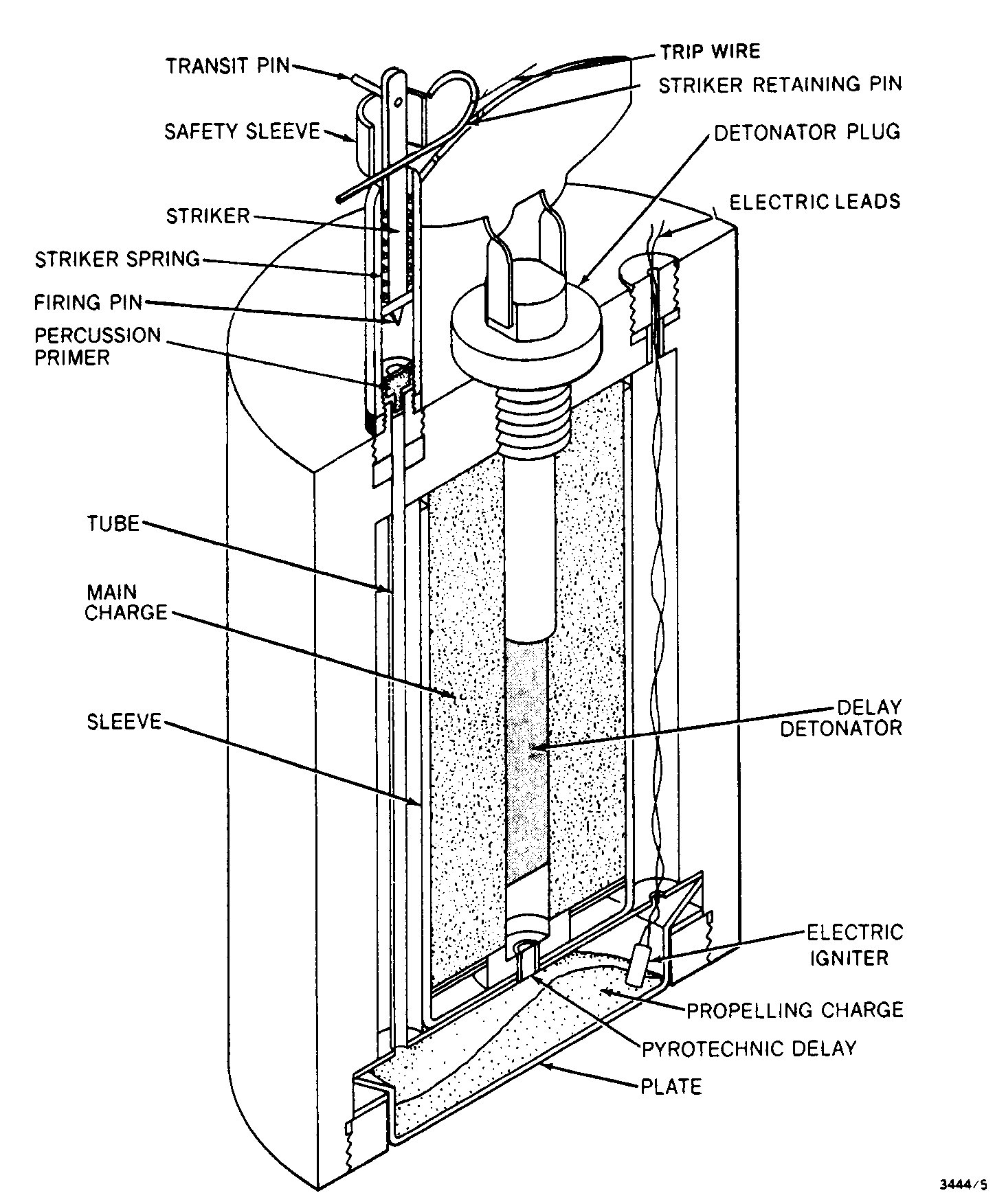
ソビエトのOZM-3。電気信管によって遠隔起動させることも可能
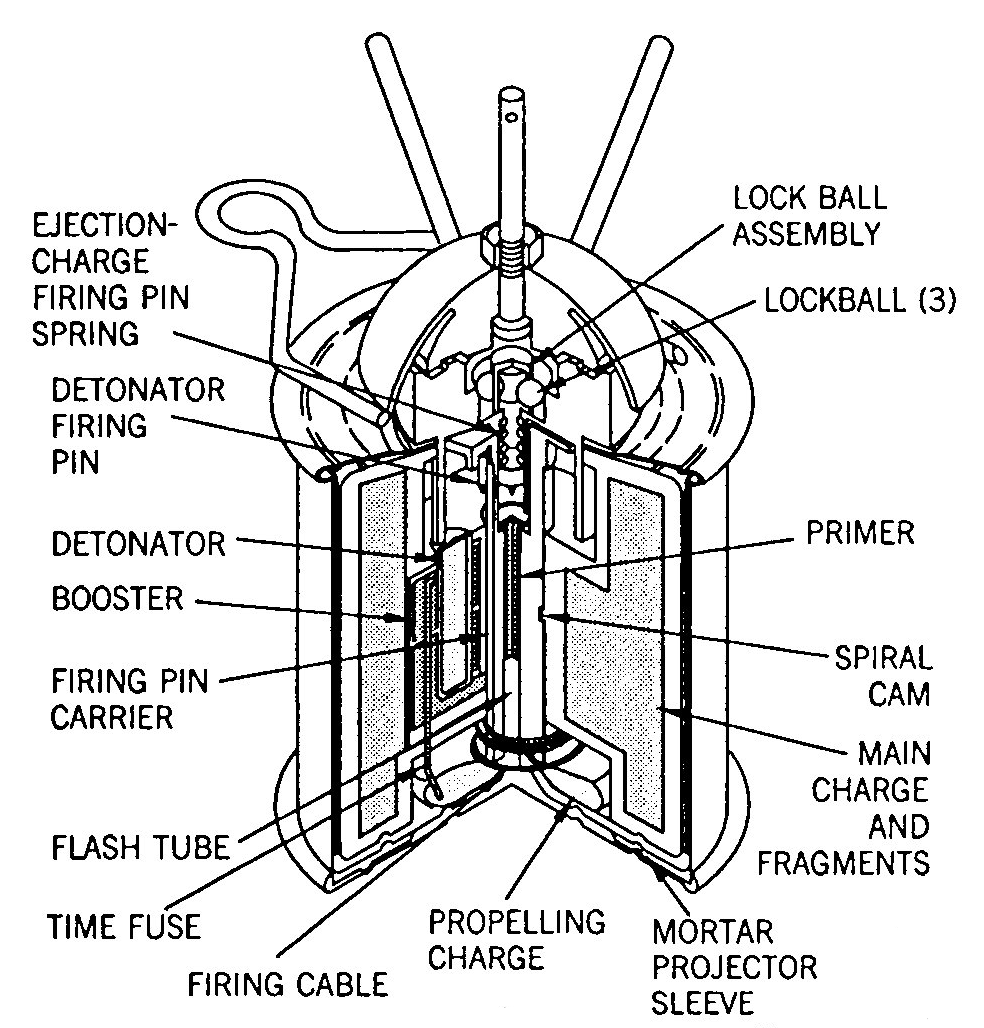
イタリアのヴァルマラ59
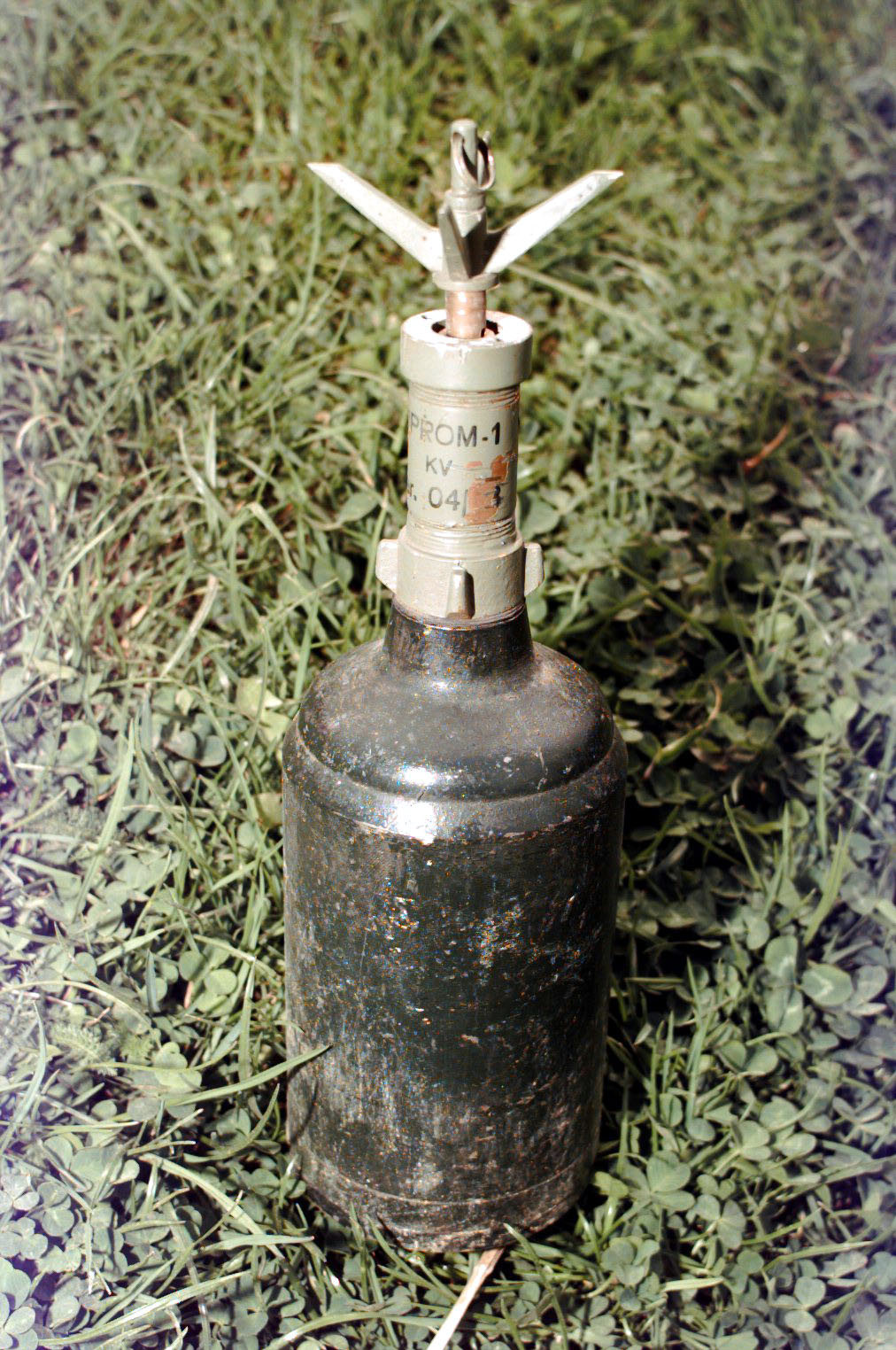
ユーゴスラビアのPROM-1
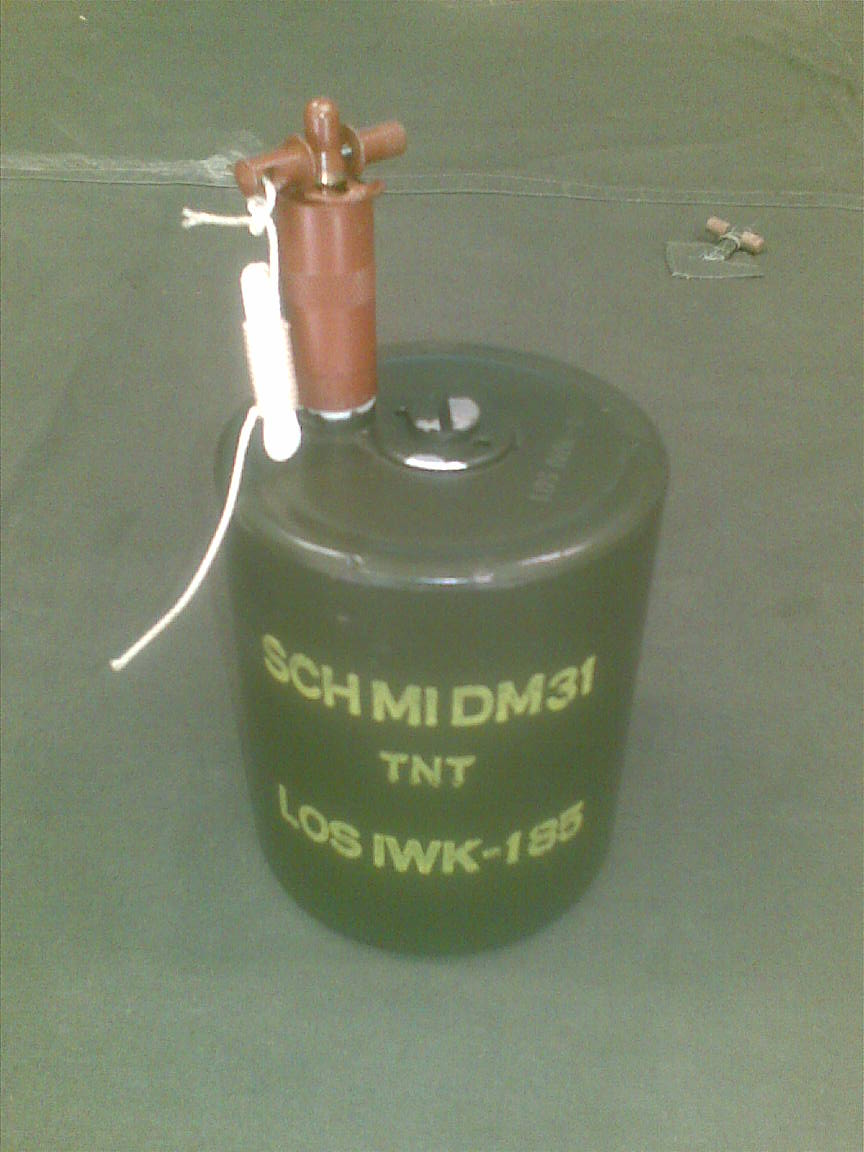
西ドイツのDM31

## 近接防御兵器

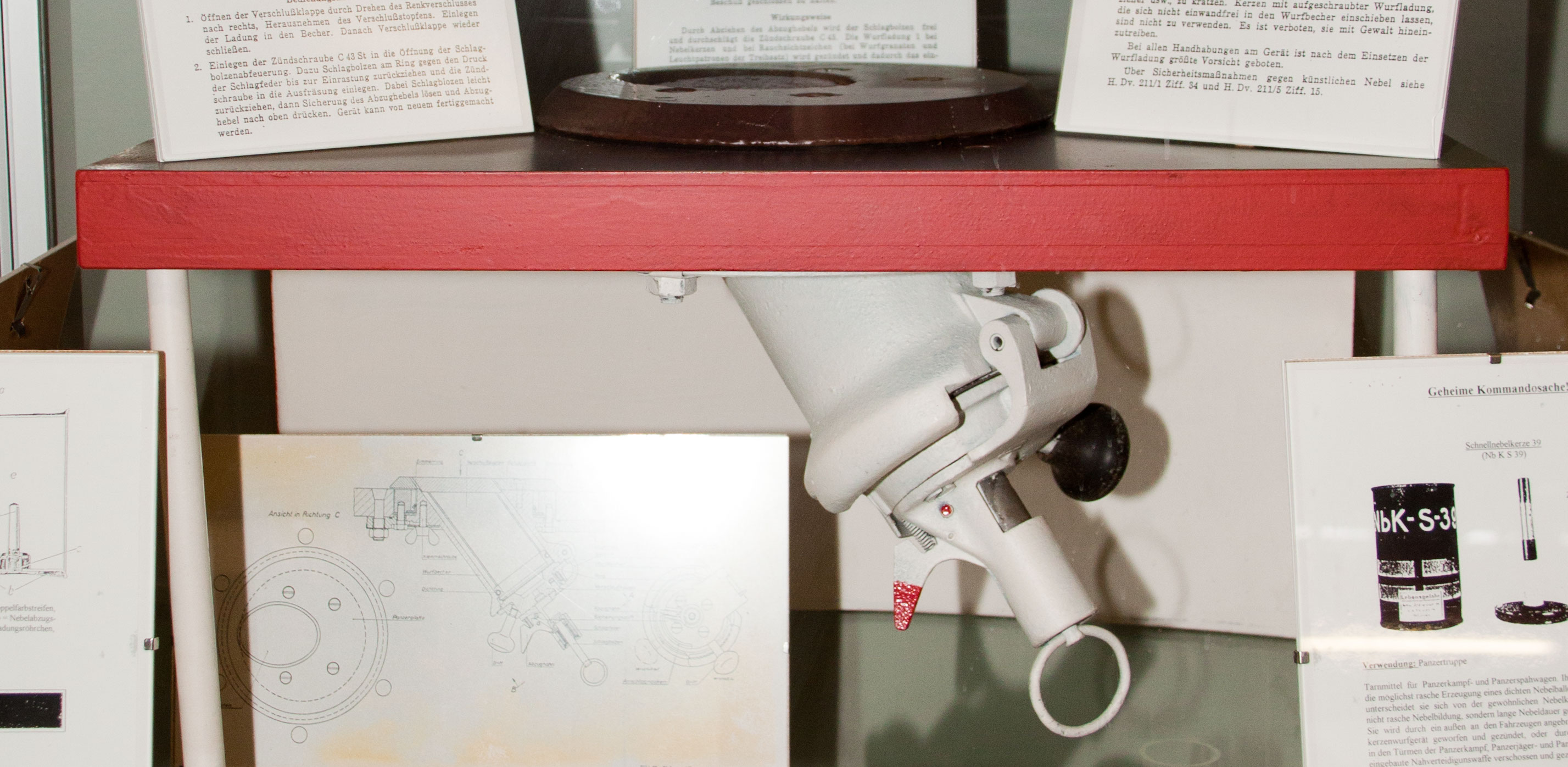
内装型の近接防御兵器、Nahverteidigungswaffe

III号戦車やIV号戦車、III号突撃砲などの一部車両やティーガーI重戦車の初期型には、車体の四隅と車体中央左端に、外装式の単発式発射筒が装備された。これは、SMi35型のキャニスター部分を除いて信管を電気式とした構造の直径92mmの擲弾を装填し、車内からの操作によって任意に作動させる（発射する）ことができるものである。
しかし、この装備は外に出なければ次弾の再装填ができない、戦闘によって容易に破損するといった問題が指摘され、同様の構造の外装式煙幕弾発射筒にも同じ問題が指摘されたため、これを受けて発煙弾発射機と近接防御兵器を統合した、装甲車両の天井部に設置する内装型の発射装置である「Nahverteidigungswaffe（「近接防御兵器」の意）」が開発され、大戦後期の戦車や突撃砲に装備された。
過去の文献では、この"Nahverteidigungswaffe"は、前述のSMi35の発展型の擲弾を直接発射することが可能である、と解説されていることがあるが、これはこの装置より発射される煙幕弾とSMi35を混同したところから生じた誤解であり、"Nahverteidigungswaffe"からS-マイン自体を発射することは想定されていない。